# Markiz Linlithgow

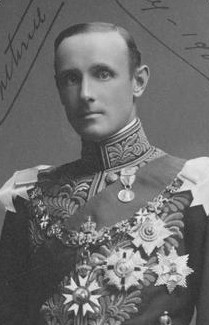
John Adrian Louis Hope, 1. markiz Linlithgow

## Informacje ogólne
- Dodatkowymi tytułami markiza Linlithgow są:
  - hrabia Hopetoun
  - wicehrabia Aithrie
  - lord Hope
  - baron Hopetoun
  - baron Niddry
  - baronet Kirkliston
- Najstarszy syn markiza Linlithgow nosi tytuł hrabiego Hopetoun
- Najstarszy syn hrabiego Hopetoun nosi tytuł wicehrabiego Aithrie
- Rodową siedzibą markizów Linlithgow jest Hopetoun House

Hrabiowie Hopetoun 1. kreacji (parostwo Szkocji)
- 1703–1742: Charles Hope, 1. hrabia Hopetoun
- 1742–1781: John Hope, 2. hrabia Hopetoun
- 1781–1816: James Hope-Johnstone, 3. hrabia Hopetoun
- 1816–1823: John Hope, 4. hrabia Hopetoun
- 1823–1843: John Hope, 5. hrabia Hopetoun
- 1843–1873: John Alexander Hope, 6. hrabia Hopetoun
- 1873–1908: John Adrian Louis Hope, 7. hrabia Hopetoun

Markizowie Linlithgow 1. kreacji (parostwo Zjednoczonego Królestwa)
- 1902–1908: John Adrian Louis Hope, 1. markiz Linlithgow
- 1908–1952: Victor Alexander John Hope, 2. markiz Linlithgow
- 1952–1987: Charles Hope (markiz)
- 1987 -: Adrian John Charles Hope, 4. markiz Linlithgow

Następca 4. markiza Linlithgow: Andrew Victor Arthur Charles Hope, hrabia Hopetoun
Następca hrabiego Hopetoun: Charles Adrian Bristow Hope, wicehrabia Aithrie